# Ізмір – Карачабей – Бурса
Ізмір – Карачабей – Бурса – трубопровід, що зв’язує район Бурси у найстарішому турецькому газотранспортному коридорі з третім по величині містом країни Ізміром.
На початку 2000-х розпочали роботи по сполученню Ізміру з турецькою газотранспортною мережею. На той час поблизу в порту Аліага йшло спорудження терміналу для прийому ЗПГ, який досяг будівельної готовності у 2001 році. Наступного року звідси проклали газопровід довжиною 240 км та діаметром 900 мм до Карачабей неподалік південного узбережжя Мармурового моря. А в 2003-му спорудили лупінг у тому ж діаметрі на ділянці Карачабей – Бурса (за кілька років до того від Бурси до Чанаккале вже був прокладений трубопровід, проте значно меншим максимальним діаметром 400 мм). Це дозволило отримати доступ до газопровідної системи Малкочлар – Анкара, яка з кінця 1980-х років постачала блакитне паливо на північний захід країни та до столичного регіону. 
З 2007 року через Карачабей також є зв'язок з газотранспортною системою Греції. 